# Dębowa Góra (Góry Bardzkie)
Dębowa Góra (425 m n.p.m.) – wzniesienie w Sudetach Środkowych, w Gór Bardzkich, na zachodnim skraju Grzbietu Wschodniego.

## Położenie i opis
Wzniesienie położone w Sudetach Środkowych, w Górach Bardzkich, w zachodniej części Grzbietu Wschodniego, na zachód od Przełęczy Bardzkiej.
Jest to kopulaste wzniesienie zbudowane z dolnokarbońskich zlepieńców i szarogłazów struktury bardzkiej, z wyraźnie zaznaczonym wierzchołkiem i rozległą płaszczowiną szczytową. Wierzchołek wzniesienia porasta las, a na zboczach ciągną się użytki rolne, z których otwiera się rozległa panorama ziemi kłodzkiej. U podnóża wschodniego zbocza znajdują się ślady dawnego grodziska.